# Kristin Chenoweth
Kristin Chenoweth (ur. 24 lipca 1968 w Broken Arrow) – amerykańska piosenkarka, aktorka teatralna, filmowa i telewizyjna oraz pisarka. Z ról na Broadwayu najlepiej znana jako Sally Brown w musicalu You're a Good Man, Charlie Brown z 1999, za którą otrzymała nagrodę Tony, oraz Glindy w musicalu Wicked (2003). W 2015 została Barbie Shero.

## Życiorys
Kristin Chenoweth jest w 1/4 Czirokezką. Adoptowana po urodzeniu wychowywana była w Broken Arrow. W dzieciństwie śpiewała gospel w chórach kościelnych. Miała solowy występ na konferencji Południowej Konwencji Baptystów, gdzie zaśpiewała utwór Evie Tornquist-Karlsson „Four Foot Eleven” (Kristin ma 150 cm wzrostu, czyli właśnie 4'11").
Jej najbardziej znaną telewizyjną postacią jest Annabeth Schott w serialu NBC Prezydencki poker. Za rolę Olive Snook w serialu komediowym stacji ABC, Gdzie pachną stokrotki, zdobyła w 2009 swoją pierwszą nagrodę Emmy.
Od dziecka interesowała się muzyką gospel. Zanim wybrała karierę w teatrze studiowała operę. W 1997 roku debiutowała na Broadwayu w musicalu Steel Pier. Poza tym grała w produkcji City Center Encores!, broadwayowskim The Apple Tree w 2006 roku, Promises, Promises w 2010 roku, jak również w wielu produkcjach poza scenami Broadwayu.
Miała własny serial pod tytułem Jak rozkochać milionera, który został zdjęty z anteny po emisji szóstego odcinka z powodu niskiej oglądalności. Występowała również gościnnie w takich produkcjach jak Ulica Sezamkowa oraz Glee.
W 2009 roku Chenoweth napisała autobiografię zatytułowaną A Little Bit Wicked: Life, Love, and Faith in Stages, opowiadającą o adopcji, roli w Wicked oraz czasie spędzonym w Hollywood. Artystka stwierdziła, że książka nie mówi o całym jej życiu, ale skupia się na drodze życiowej. Biografia wydana została 14 kwietnia 2009 i przez 2 tygodnie figurowała na liście bestsellerów „The New York Times”.
Publicznie mówi o swojej religii (została wychowana w wierze Południowej Konwencji Baptystów, jednak określa siebie jako liberalną chrześcijankę).
Cierpi na chorobę Ménière’a – zaburzenia ucha wewnętrznego, które mogą powodować zawroty i bóle głowy, nudności, szum uszny i stopniową utratę słuchu. Mówiła, że w czasie występów wielokrotnie musiała opierać się na swoich kolegach z planu, aby zachować równowagę, zdarzało się, że z powodu choroby opuszczała występy.

## Role teatralne
- Animal Cracker
- Babes in Arms
- Phantom
- The Fantasticks
- Box Office of the Damned
- Szelmostwa Skapena
- Steel Pier
- City Center Encores!
- Strike Up the Band
- A New Brain
- You're a Good Man, Charlie Brown
- On a Clear Day You Can See Forever
- Epic Proportions
- Wicked
- The Apple Tree
- Candide
- Promises, Promises
- Stairway to Paradise
- Music in the Air

## Filmografia
| Filmy | Filmy                          | Filmy                | Filmy          | Filmy |
| Rok   | Tytuł                          | Rola                 | Uwagi          |       |
| ----- | ------------------------------ | -------------------- | -------------- | ----- |
| 1999  | Annie                          | Lily St. Regis       |                |       |
| 2001  | Seven Roses                    |                      |                |       |
| 2002  | Topa Topa Bluffs               | Patty                |                |       |
| 2003  | The Music Man                  | Marian Paroo         |                |       |
| 2005  | Czarownica                     | Maria Kelly          |                |       |
| 2006  | Różowa Pantera                 | Cherie               |                |       |
| 2006  | RV: Szalone wakacje na kółkach | Mary Jo Gornicke     |                |       |
| 2006  | Przypadek Harolda Cricka       | Book Channel host    |                |       |
| 2006  | Biegając z nożyczkami          | Fern Stewart         |                |       |
| 2006  | Wesołych świąt                 | Tia Hall             |                |       |
| 2006  | Ulica Sezamkowa: Kolędy        | Christmas Carole     | dubbing        |       |
| 2008  | Małpy w kosmosie               | Kilowatt             | dubbing        |       |
| 2008  | Dzwoneczek                     | Rosetta              | dubbing        |       |
| 2008  | Cztery Gwiazdki                | Courtney             |                |       |
| 2009  | Into Temptation                | Linda Salerno        |                |       |
| 2009  | Dzwoneczek i zaginiony skarb   | Rosetta              | dubbing        |       |
| 2009  | 12 mężczyzn z kalendarza       | E.J. Baxter          | Lifetime movie |       |
| 2010  | Dzwoneczek i uczynne wróżki    | Rosetta              | dubbing        |       |
| 2010  | To znowu ty                    | Georgia King         |                |       |
| 2012  | Bij i wiej                     | Debby Kreeger        |                |       |
| 2013  | Family Weekend                 | Samantha Smith-Dungy |                |       |
| 2014  | Rio 2                          | Gabi                 | dubbing        |       |
| 2015  | Następcy                       | Maleficent           |                |       |

## Dyskografia

### Albumy
| Rok  | Tytuł                                                                                    |
| ---- | ---------------------------------------------------------------------------------------- |
| 2001 | Let Yourself Go - Data: 29 maja 2001 - Wydawca: Sony Music Entertainment                 |
| 2005 | As I Am - Data: 5 kwietnia 2005 - Wydawca: Sony Music Entertainment                      |
| 2008 | A Lovely Way to Spend Christmas - Data: 14 października 2008 - Wydawca: Sony Masterworks |
| 2011 | Some Lessons Learned - Data: 13 września 2011 - Wydawca: Sony Masterworks                |

## Nagrody
- Nagroda Emmy
  - Wygrana: Emmy Najlepsza aktorka drugoplanowa w serialu komediowym
  - (2009) w Gdzie pachną stokrotki za rolę Olive Snook
- Złota Malina
  - 3 nominacje: Złota Malina Najgorsza aktorka drugoplanowa
  - (2007) w
  - Różowa pantera za rolę Cherie
  - RV: Szalone wakacje na kółkach za rolę Marie Jo Gornicke
  - Wesołych świąt za rolę Tia Hall